# 栗社
栗社，又稱苗栗詩社，成立於臺灣日治時期昭和二年（1927年），是苗栗縣內社員最多、影響力最明顯的詩社。
栗社的前身為新苗義軍。西元1895年後，日人武力控制台灣，推行殖民政策移殖日本文化，對台灣文化迫害禁絕。地方有識之士，憂慮傳統文化消失，以此積極振興漢文學習風氣。栗社前身為天香吟社，為擴大組織規模，網羅苗栗、竹南、大湖等地文友106人成立「栗社」。栗社與中北部詩社皆有交流，參與各種詩文活動。作品收錄於《栗社詩集》。會員大都為乙未戰爭的「遺孤」。歷任社長：彭昶興、黃運寶、邱雲興、黃運和、趙德昭、謝鐸庵等。專任詞宗：李祥甫。
吳濁流於西元1927年加入栗社，撰寫古典詩歌。他發現「舊讀書人」另有社會觀和氣節，將憤慨心情表現在詩詞上。吳濁流透過前輩（即彭昶興、李祥甫等人）學習不少愛國詩詞。隔年，吳濁流被選入前茅，並發表許多作品。栗社的延續組織，在二戰後卻因爭執地方自治選舉權利，分裂為地方派系的劉派、黃派兩大派互相競鬥。（參見台灣地方派系）。

## 詩詞選
歲暮感懷三首（七絕）作者：李祥甫
如矢光陰年復年，渾忘歲月獨神仙，關懷義俠陪寒素，應計前程猛著鞭。

剝復以遠地澤臨，可從鼎革識天心，計逢嘉會三陽泰，比類唐虞再見今。
 
漫將老大便輕題，貴有子牙百里奚，晦似窮冬龍蟄伏，時來功業問誰齊。